# Martin Hannett
James Martin Hannett (Manchester, 31  mei 1948 — aldaar, 18 april 1991) was een innovatieve muziekproducent, mede-ontdekker van Joy Division en medeoprichter van Factory Records samen met Tony Wilson. 
Zijn handelsmerk was een ijl, onheilspellend en tegelijkertijd gevoelig geluid. Hij paste vaak looping technologie toe om noten te vertragen, herhalen en van echo te voorzien. Daarbij gebruikte hij digitale filters die toen 'State of the art' waren.
Het toepassen van deze technieken op de mineur muziek van Joy Division, in het bijzonder goed te horen in het geluid van de drums, verleende hun muziek een wrang en afstandelijk aura. In deze zin benadrukte de productie van Hannett de negatieve ruimte in het geluid van Joy Division, door evenveel belang toe te kennen aan de omringende leegte als aan de Spartaanse instrumentatie van de band.
Hannett had de naam een producer te zijn waarmee onmogelijk viel samen te werken. Hij was geobsedeerd door het geluid van drums en was nooit tevreden, totdat de drums helemaal samenvielen met het geluid dat hij in zijn hoofd had. Volgens de overlevering dwong hij tijdens een opnamesessie Joy Division drummer Stephen Morris zijn drumstel uit elkaar te halen en in een toilet weer op te bouwen om zo een aantal aanvullende stukken op te nemen.
De complexiteit en kwaliteit van de drums die deze behandeling hebben ondergaan is in het bijzonder te horen in Joy Division songs als "Atrocity Exhibition" en "She's Lost Control."
Er ontstond een verwijdering tussen Hannett en Factory. In 1982 spande hij een rechtszaak aan over een financieel geschil.
Op dit punt was Hannetts carrière in een neerwaartse spiraal terechtgekomen door zijn omvangrijke drugsgebruik, in het bijzonder zijn voorliefde voor heroïne. Zijn gewicht verdubbelde. Uiteindelijk stierf Hannett door hartfalen in 1991. Hij werd 42 jaar.
Hannett gebruikte vaak het pseudoniem "Martin Zero."
In de film 24 Hour Party People (2002) wordt hij vertolkt door de acteur Andy Serkis. De film is gebaseerd op Wilsons carrière als medeoprichter van Factory Records en de nachtclub The Haçienda. 

## Discografie als producer

### Albums
- Joy Division, Unknown Pleasures 1979
- The Durutti Column, The Return of Durruti Column 1979
- Pauline Murray and the Invisible Girls, Pauline Murray and the Invisible Girls 1979
- Alle albums van John Cooper Clarke
- The Psychedelic Furs, The Psychedelic Furs 1980 (songs "Susan's Strange" en "Soap Commercial")
- Joy Division, Closer 1980
- Joy Division, Still 1981
- Magazine, The Correct Use of Soap
- New Order, Movement 1981
- The Stone Roses, Garage Flower 1985
- Happy Mondays, Bummed 1988
- Various, Martin: The Work of Record Producer Martin Hannett 1992

### Ep's
- Buzzcocks, Spiral Scratch 1977

### Singles
- U2 - "11 O'Clock Tick Tock" 1980
- Stockholm Monsters - "Fairy Tales" 1981
- ESG - "ESG" 1981
- New Order - "Everything's Gone Green" 1982
- Kitchens of Distinction - "Quick as Rainbows" 1990